# Obey, Hate, Die
Obey, Hate, Die – demo zespołu Puissance, wydane na kasecie magnetofonowej w 1995 roku.

## Lista utworów
1. "Orchestral Enema" - 3:36
2. "Puissance" - 3:37
3. "Obey, Hate, Die" - 3:19
4. "Within the Crystal Sphere" - 2:01
5. "To Reap the Bitter Crops of Hate" - 5:34